# 24998 Ерміт
24998 Ерміт (24998 Hermite) — астероїд головного поясу, відкритий 28 липня 1998 року.
Тіссеранів параметр щодо Юпітера — 3,604.